# Wladimir Naumowitsch Naumow

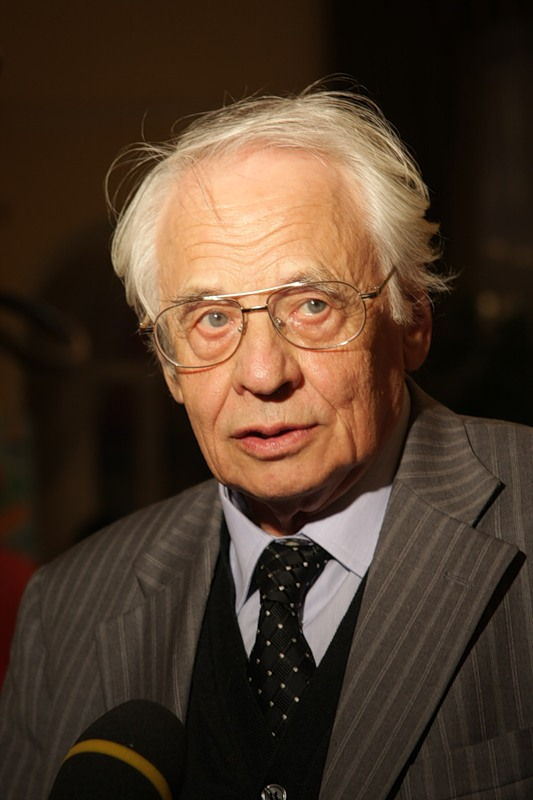
Wladimir Naumowitsch Naumow

Wladimir Naumowitsch Naumow (russisch Владимир Наумович Наумов; geboren am 6. Dezember 1927 in Leningrad; gestorben am 29. November 2021 ebenda) war ein sowjetisch-russischer Filmregisseur und Drehbuchautor.

## Leben
Wladimir Naumow studierte am Gerassimow-Institut für Kinematographie (WGIK) bei Igor Sawtschenko. Zu seinen Studienkollegen zählte Sergei Paradschanow.
Er arbeitete bis zu dessen Tod mit dem Regisseur Alexander Alow zusammen. Sie drehten gemeinsam unter anderem Gesprengte Fesseln (1951), Wie der Stahl gehärtet wurde (1957), Till Ulenspiegel (1977), Teheran 43 und Das Ufer (1984). Der Film Teheran 43 wurde ein großer Erfolg und erhielt den Goldpreis auf dem Internationalen Filmfestival Moskau. Neben Naumows Frau Natalja Belochwostikowa spielten in der sowjetisch-französisch-schweizerischen Großproduktion auch westliche Stars wie Alain Delon, Claude Jade und Curd Jürgens. Während der letzten Aufnahmen zu Das Ufer starb Alow. Naumow widmete ihm den Dokumentarfilm Alow.
Wladimir Naumow war bis zu seinem Tod mit der Schauspielerin Natalja Belochwostikowa verheiratet. Sie spielte die Hauptrollen in Till Ulenspiegel, Teheran 43 und Das Ufer.
Nach Alows Tod drehte Naumow weitere Filme, darunter Die  Wahl (1988) und Weißes Fest (1994), in denen ebenfalls seine Frau Natalja Belochwostikowa spielte.
Wladimir Naumow erhielt 1983 den Ehrentitel „Volkskünstler der UdSSR“ und 1985 den Staatspreis der UdSSR für das Kriegsdrama Das Ufer. 2007 erhielt er den Goldenen Adler für sein Lebenswerk.

## Filmografie (als Regisseur)
Bei allen Filmen bis 1984 war Alexander Alow sein Ko-Regisseur. Bei den meisten Filmen hat Wladimir Naumow, meist zusammen mit Alexander Alow, auch das Drehbuch geschrieben bzw. daran mitgearbeitet.
- 1951: Gesprengte Fesseln (Тарас Шевченко)
- 1955: Bewegte Jugend (Тревожная молодость)
- 1957: Wie der Stahl gehärtet wurde (Павел Корчагин )
- 1959: Gefährliche Mission (Ветер)
- 1961: Friede dem Eintretenden (Мир входящему)
- 1962: Die Münze (Монета) / Fernsehfilm
- 1966: Böse Anekdote (Скверный анекдот)
- 1971: Die Flucht (Бег)
- 1977: Till Ulenspiegel (Легенда о Тиле) / 4-teilige Mini-Serie
- 1980: Teheran 43 (Тегеран-43)
- 1984: Das Ufer (Берег)
- 1988: Die Wahl (Выбор)
- 1994: Weißes Fest (Белый праздник)